# Flutuação (dança)

Uma flutuação estacionário com posição de perna semelhante à de um chute da Nike.

O flutuação (em inglês float) é um passo de dança (movimento) do break dance, originalmente feito na ginástica artística, baseado no equilíbrio; pois o peso do dançarino é suportado nos cotovelos que são firmemente apoiados (esfaqueados) no abdome inferior perto da região do apêndice (espinha ilíaca ântero-superior), gastando assim pouca energia muscular. É considerado um primeiros powermoves criados  na década de 1980.
Flutuação estacionária são frequentemente empregados nas posses de congelamento, que marcam um momento mais forte/dramático da música, ou é usado na finalização de uma sequência de movimentos.
Os dançarinos podem "andar" usando a técnica de flutuação, deslocando o peso de uma mão para a outra, assim movendo-se (em linha reta ou em círculo). 

## Tipos
- Caranguejo - é um termo para uma flutuação "esfaqueada" com as duas mãos e com deslocamento em linha.
- Turtle AirFlares /Criticals - é uma combinação de um AirFlare e um Cricket; no entanto, este é realizado durante um congelamento de tartaruga/glide. As pernas giram como se estivessem fazendo um moinho de vento e o dançarino bombeia do chão e gira, então aterrissa na posição de esfaqueamento novamente.
- Turtle Freeze - Uma tartaruga estacionária.
- Handglide Freeze - Um Handglide estacionário

### Flutuadores giratórios
- Turtle / tartaruga - Este é um flutuador giratório padrão, onde o dançarino desloca o peso de uma mão para a outra, movendo uma mão para frente e a outra para trás para produzir uma rotação ou um "passeio" circular.
  - Pumping Turtle / Darkhammers - uma tartaruga em que o dançarino realmente pula com as mãos em vez de apenas mudar de mão para mão.
- Handglide - Uma tartaruga realizada usando uma mão.
- Cricket - Muito parecido com o Handglide, mas o dançarino salta na mão central,  em vez de simplesmente girar. A mão livre puxa até que o pulso centralizado fique tenso e não possa mais torcer. A mão livre empurra o chão permitindo que a mão centralizada salte e gire para permitir que o processo se repita.

As pernas também podem chutar para cima fazendo o corpo pular de cabeça para baixo (britadeira).
A tripulação do Bboy Pop of Gamblers é famosa por belos grilos e britadeiras.
- - Jackhammer / Hydro - Um Cricket executado usando uma mão. As britadeiras costumam ser mais rápidas, e a mão livre geralmente é colocada nas costas ou em alguma outra posição que mostre claramente o controle com a mão centralizada. Muitos recordes mundiais foram realizados na apresentação de Jackhammers, com um recorde superior de 113 seguidos por Bboy RYUTA.
- Airchair Spin - Um congelamento de cadeira flutuante; no entanto, o dançarino está girando na mão aterrada. Este movimento geralmente pode ser localizado durante junto com o Flare ou Airflare/Airtrack. Esses powermoves são comumente usados para exercer o impulso adequado para fazer tais flutuações.
  - Chair Flare / cadeira: Uma variação de flare, bombeando com o braço esfaqueado da posição da cadeira de ar, mantendo o movimento dos flares. Estes geralmente não são usados em rápida sucessão.

### Flutuação de braço reto
A flutuação pode ser realizada com os braços travados em linha reta, onde os cotovelos não irão suportar o corpo. Em vez disso, esse envolvem força e velocidade para manter todo o corpo erguido. Para auxiliar este movimento atlético difícil, muitas vezes as pernas se dobram para cima, o corpo se inclina levemente para a frente e/ou as mãos são viradas na direção do giro.
- UFO / AirTurtle - O movimento é como o de uma tartaruga, com as pernas apontando para trás, exceto que os braços estão estendidos e travados. Os joelhos podem estar dobrados, ou as pernas podem se agitar para fora.
  - UFO reverso - Uma flutuação UFO executada com as mãos atrás das costas.
  - Buda - Semelhante às Tartarugas Aéreas, exceto que os joelhos são mantidos juntos e atrás dos braços, canelas paralelas ao chão, costas o mais paralelas possível ao chão. Bboy Waka de Headhunterz foi um dos primeiros a apresentar Budas em seus sets.
  - Deadman - Semelhante ao UFO, onde as pernas são mantidas juntas. É um movimento comumente visto feito em rotinas de chão de ginástica. Bboy Junior é conhecido por usar  Deadman em seus sets.
- Bumerangue - Ao sentar-se com as pernas à frente e em forma de V, as mãos são colocadas entre as coxas. As pernas são levantadas e mantidas retas enquanto as mãos andam em círculo. Isso parece bem diferente da maioria dos outros movimentos.